# 3136 Anshan
3136 Anshan (1981 WD4) là một tiểu hành tinh vành đai chính được phát hiện ngày 18 tháng 11 năm 1981 bởi Đài thiên văn Tử Kim Sơn ở Nanking.